# Respect Your Mom
Respect Your Mom — украинская рок-группа, исполняющая музыку в смешанных жанрах, основой которых является гранж, экспериментальный рок и инди-рок. Группа была создана в 2008 году в Киеве солисткой Машей «Сата» Ивановой.

## История

### Формирование и дебютный альбом (2008-2013)
В 2005 году Маша Иванова переезжает из Москвы в Киев и спустя два года знакомится с Евгением Белобловским на репетиции женской хардкор-группы, где она была вокалисткой. Буквально через две недели после знакомства, создается группа Drugstore, в состав которой входят основатели группы Маша Иванова (гитара, вокал) и Евгений Белобловский (бас-гитара), а также барабанщик Мико. Через некоторое время Мико покидает коллектив и группа обретает новый формат. Теперь Евгений Белобловский становится гитаристом, а на роль басиста приглашается его племянник Артём Караванов. В 2009 году группа меняет название на «Respect Your Mom».
В мае 2011 года выпускается дебютный альбом группы под названием «EP». Альбом состоит из 10 песен, среди которых трек «Adore»,  написанный Машей Ивановой ещё в первоначальном составе группы Drugstore. Именно он попадает в топ-10 лучших треков на Jamendo и держится там две недели подряд. За это время его услышало более 50 тыс. человек и он получил 30 тысяч скачиваний. В 2012 году трек «Butterflies» попадает в эфир украинской радиостанции Radio ROKS. С 2013 года группа выступают на сценах крупных украинских рок-фестивалей, среди которых ResPublica и Гогольфест.

### «Inside The Other Side» и «Dream Paralysis» (2014-)
В августе 2014 года выходит второй альбом группы под названием «Inside The Other Side», сведенный и записанный (кроме композиции «Dust») на студии REVET SOUND.
Главный редактор портала «cultprostir.ua» Игорь Панасов об альбоме «Inside The Other Side»:

 «Первый полноформатный альбом киевской гранж-команды, которая шла к этому шесть лет. Годы стараний стоили того: на выходе у Respect Your Mom появились плотные, дикие и оголтелые песни с параноидальным отблеском, устоять перед которыми крайне сложно. Подача злая по всем фронтам — от болезненного женского вокала, который колеблется между стоном и криком, к саунду, что накатывает на голову слушателя с грацией бульдозера. Один из самых эффектных рок-альбомов года в Украине. Впитывается на одном дыхании и вызывает радость за людей, у которых в творческом запале действительно едет крыша»
Портал krockyrock.com.ua:

«Це неймовірно насичена амплітудна робота, у якій однаково гармонійно поєднується сильний жіночий вокал, місцями тягучий, а подекуди емоційний й надривний, та інструментально-гітарна психоделія, розмазаний гранж-брудом по експериментальному звуку. Альбом налічує 9 композицій, кожна з яка унікальна у своїй мірі. Це повністю дикий та несамовитий альбом, який слухається й сприймається на одному диханні. Один з найяскравіших релізів цього року.»
Трек «Induk» получает хвалебные отзывы от украинских критиков в лице фронтмена группы «Друга Ріка» Валерия Харчишина, саунд-продюсера Евгена Ступки и гитариста группы «Вопли Видоплясова» и сольного исполнителя Евгения Рогачевского: «Жваво, енергійно й емоціно! Динамічний трек. Впевнене виконання. Непересічний яскравий голос. Смілива гітарна поліфонія. Веселий привіт інді-хвилі 80-х!». Другой трек группы, «Anny Morr», попадает в сборник "Ре:еволюція III" от Лейбла ІншаМузика.
В 2015 году группа снимает свой первый концертный клип на песню «Anny Morr», который запускается в ротацию на музыкальном канале A-One.  В октябре того же года Respect Your Mom организовывает свой андеграундный фестиваль "RiotFEST", проходящий в нетипичной локации исторического района города Киева.
В 2016 году выходит новое видео на песню "Murder", которое также запускается в ротацию на музыкальном канале A-One и попадает в различные музыкальные обзоры и рейтинги с пометками "странное", "качественное" и "стильное" .
В феврале 2017 года группа выпускает EP-альбом «Dream Paralysis», состоящий из шести треков.
В 2021 году трек Murder входит в список вечных альтернативных хитов независимой Украины по мнению украинского радио Submarina.

## Состав

### Текущий состав
- Маша «Сата» Иванова — вокал, гитара
- Пётр Осипенко — гитара
- Александр Чуб — бас-гитара
- Владимир Перегинец — барабаны

### Бывшие участники
- Мико — барабаны
- Артем Караванов
- Евгений Белобловский
- etc.

## Дискография

### Альбомы
| Год  | Название              | Лейбл |
| ---- | --------------------- | ----- |
| 2011 | EP                    |       |
| 2014 | Inside The Other Side |       |
| 2017 | Dream Paralysis (EP)  |       |